# Corben Baby Ace
Pour les articles homonymes, voir Baby.
Le Corben Baby Ace est un avion monoplan parasol monoplace américain destiné à la construction amateur. C'est un appareil très répandu en Amérique du Nord.

## Corben Ace
En 1923 O G "Ace" Corben estimait que le plaisir du pilotage ne doit pas être réservé aux gens fortunés. Il réalisa donc un monoplace de sport à voilure en bois, fuselage en tubes d’acier boulonnés, le tout entoilé et reposant sur des roues automobiles standard. La voilure était démontable en quelques minutes pour faciliter le transport par route et le rangement dans un garage automobile.

## Corben Baby Ace
À partir de 1929 cette évolution du Corben Ace fut commercialisée sous forme de plans ou de kit par différentes entreprises successives. Avion très populaire auprès des constructeurs amateurs, il pouvait accepter tous les moteurs de 35 à 50 ch. Cet appareil était vendu en 1930 750,00 U$ sans moteur, 1295 U$ avec un moteur Aeromarine AR-3 de 50 ch. Les plans seuls étaient vendus 5 U$ !

## EAA Baby Ace C
Version modernisée du Corben Baby Ace proposée en 1953 aux membres de l’EAA. Mono ou biplace capable de supporter tout moteur Continental de 65 à 85 ch.

## Corben Baby Ace D
Évolution monoplace du EAA Baby Ace C proposée par Cliff DuCharme à partir de 1956 et supportant tout moteur de 65 à 85 ch.

## Ace Baby Ace
Rajeunissement du modèle de base apparu en 1965, toujours commercialisé en 2007 par Ace Aircraft Inc : plans seuls 125,00 U$, l’avion en kit coutant 18950 U$.